# Serie A (canoa polo maschile)
La Serie A è la massima divisione del campionato italiano maschile di canoa polo, organizzato dalla Federazione Italiana Canoa Kayak (FICK).

## Formula
La formula attuale prevede la partecipazione di 12 squadre che disputeranno il campionato in due fasi. La prima, ovvero quella regolare, organizzata con girone all'italiana e partite di andata e di ritorno. La seconda fase, ovvero i play off per l'assegnazione dello scudetto, a cui accederanno le prime sei squadre della fase regolare. Le classificate ai primi due posti della stagione regolare saranno ammesse direttamente alle semifinali, dove incontreranno le vincenti dei quarti di finale disputati dalle squadre piazzatesi dal terzo al sesto posto.

## Squadre partecipanti
Squadre partecipanti al Campionato 2022
| Squadra                                      | Città               |
| Concentramento Nord                          | Concentramento Nord |
| -------------------------------------------- | ------------------- |
| Pro Scogli Chiavari                          | Chiavari            |
| Canottieri Eur                               | Roma                |
| Idroscalo Club Milano                        | Milano              |
| Società Canottieri Ichnusa                   | Cagliari            |
| Canoa Club Bologna                           | Bologna             |
| Circolo Nautico Posillipo                    | Napoli              |
| Concentramento Sud                           |                     |
| Jomar Club Catania                           | Catania             |
| Polisportiva Canottieri Catania Ortea Palace | Catania             |
| Circolo Nautico Marina San Nicola            | San Nicola l'Arena  |
| Canoa Polo Ortigia                           | Siracusa            |
| Polisportiva Nautica Katana                  | Catania             |
| Canoa Club Napoli                            | Bacoli              |

## Albo d'oro
| Edizione   | 1º posto (Campione d'Italia)                     | 2º posto                                         | 3º posto                                         |
| ---------- | ------------------------------------------------ | ------------------------------------------------ | ------------------------------------------------ |
| 1993 (1ª)  | A.R.C.I. Borgata Marinara Lerici                 | ?                                                | ?                                                |
| 1994 (2ª)  | A.R.C.I. Borgata Marinara Lerici                 | Canottieri Siracusa                              | Posillipo                                        |
| 1995 (3ª)  | A.R.C.I. Borgata Marinara Lerici                 | Pro Scogli Chiavari                              | Posillipo                                        |
| 1996 (4ª)  | A.R.C.I. Borgata Marinara Lerici                 | Pro Scogli Chiavari                              | Posillipo                                        |
| 1997 (5ª)  | Canottieri Siracusa                              | Posillipo                                        | Pro Scogli Chiavari                              |
| 1998 (6ª)  | Pro Scogli Chiavari                              | A.R.C.I. Borgata Marinara Lerici                 | Posillipo                                        |
| 1999 (7ª)  | A.R.C.I. Borgata Marinara Lerici                 | Posillipo                                        | ?                                                |
| 2000 (8ª)  | Ghisamestieri Palermo                            | A.R.C.I. Borgata Marinara Lerici                 | Posillipo                                        |
| 2001 (9ª)  | Posillipo                                        | Ghisamestieri Palermo                            | A.R.C.I. Borgata Marinara Lerici                 |
| 2002 (10ª) | Posillipo                                        | Ghisamestieri Palermo                            | Pol.C. Catania                                   |
| 2003 (11ª) | Pro Scogli Chiavari                              | Posillipo                                        | Ghisamestieri Palermo                            |
| 2004 (12ª) | Pro Scogli Chiavari                              | Posillipo                                        | Ghisamestieri Palermo                            |
| 2005 (13ª) | Posillipo                                        | Pro Scogli Chiavari                              | Ghisamestieri Palermo                            |
| 2006 (14ª) | Posillipo                                        | Ghisamestieri Palermo                            | C.N. Marina San Nicola                           |
| 2007 (15ª) | Posillipo                                        | Pro Scogli Chiavari                              | Ghisamestieri Palermo                            |
| 2008 (16ª) | Posillipo                                        | Pro Scogli Chiavari                              | Ghisamestieri Palermo                            |
| 2009 (17ª) | Pro Scogli Chiavari                              | Posillipo                                        | Ghisamestieri Palermo                            |
| 2010 (18ª) | Pro Scogli Chiavari                              | Posillipo                                        | C.C. Firenze                                     |
| 2011 (19ª) | Posillipo                                        | Pro Scogli Chiavari                              | KST Siracusa                                     |
| 2012 (20ª) | Pro Scogli Chiavari                              | Posillipo                                        | KST Siracusa                                     |
| 2013 (21ª) | KST Siracusa                                     | Pro Scogli Chiavari                              | Posillipo                                        |
| 2014 (22ª) | KST Siracusa                                     | Posillipo                                        | Pro Scogli Chiavari                              |
| 2015 (23ª) | KST Siracusa                                     | Pro Scogli Chiavari                              | Posillipo                                        |
| 2016 (24ª) | Pro Scogli Chiavari                              | KST Siracusa                                     | S.C. Ichnusa                                     |
| 2017 (25ª) | Pro Scogli Chiavari                              | Pol. C. Catania                                  | Jomar Club Catania                               |
| 2018 (26ª) | Pol. C. Catania                                  | Pro Scogli Chiavari                              | Posillipo                                        |
| 2019 (27ª) | Pro Scogli Chiavari                              | Pol. C. Catania                                  | Canoa Club Napoli                                |
| 2020       | Campionato annullato per la pandemia di COVID-19 | Campionato annullato per la pandemia di COVID-19 | Campionato annullato per la pandemia di COVID-19 |
| 2021 (28ª) | Pro Scogli Chiavari                              | Pol. C. Catania                                  | Canoa Club Napoli                                |
| 2022 (29ª) | Pro Scogli Chiavari                              | Canoa Club Napoli                                | Pol. C. Catania                                  |
| 2023 (30ª) | Pol. C. Catania                                  | Canoa Club Napoli                                | C.N. Marina San Nicola                           |
| 2024 (31ª) | Pro Scogli Chiavari                              | Canoa Club Napoli                                | S.C. Ichnusa                                     |
| 2025(32ª)  | S.C. Ichnusa                                     | Canoa Club Napoli                                | Pro Scogli Chiavari                              |

## Statistiche

### Titoli per squadra
| Squadra                         | Titoli | Edizioni                                                               |
| ------------------------------- | ------ | ---------------------------------------------------------------------- |
| Pro Scogli Chiavari             | 12     | 1998, 2003, 2004, 2009, 2010, 2012, 2016, 2017, 2019, 2021, 2022, 2024 |
| Circolo Nautico Posillipo       | 7      | 2001, 2002, 2005, 2006, 2007, 2008, 2011                               |
| A.R.C.I Borgata Marinara Lerici | 5      | 1993, 1994, 1995, 1996, 1999                                           |
| KST Siracusa                    | 3      | 2013, 2014, 2015                                                       |
| Polisportiva Canottieri Catania | 2      | 2018, 2023                                                             |
| Canottieri Siracusa             | 1      | 1997                                                                   |
| Canoa Club Palermo              | 1      | 2000                                                                   |
| Società Canottieri Ichnusa      | 1      | 2025                                                                   |